# 布兰德贝格
布兰德贝格是奥地利蒂罗尔州施瓦茨县的一个市镇。总面积156.5平方公里，总人口357人，人口密度2.3人/平方公里（2005年）。